# Yellowjackets (muziekgroep)

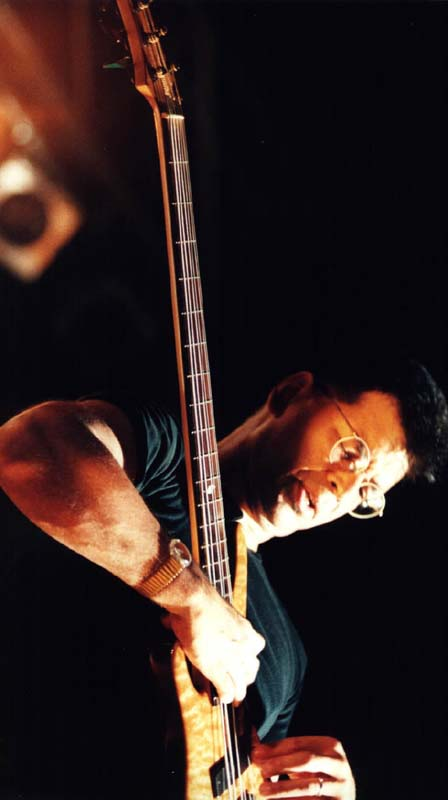
Jimmy Haslip (Yellowjackets)

Yellowjackets is een Amerikaans jazzfusion kwartet.

## Biografie
Yellowjackets werd in 1977 opgericht als The Robben Ford Group en bestond uit Robben Ford (gitaar), Russell Ferrante (toetsen), Jimmy Haslip (bas) en Ricky Lawson (drums). Ford had de band opgericht om het album Inside Story op te nemen, maar omdat hij een eigen platencontract had ondertekend werd hij uiteindelijk opgevoerd als gastmuzikant. Op den duur werd hij vervangen door saxofonist Marc Russo. Ricky Lawson zou de groep in 1986 verlaten om met Lionel Richie te toeren. Zijn plaats werd ingenomen door drummer William Kennedy die in 2000 werd opgevolgd door Marcus Baylor. Later zou saxofonist Russo worden vervangen door Bob Mintzer.
Aanvankelijk stonden de Yellowjackets onder contract bij Warner Brothers. In 1986 gingen ze over naar MCA/GRP en maakten voor deze maatschappij een aantal goed ontvangen jazz-albums. In 1995 gingen ze terug naar Warner Brothers, namen opnieuw een aantal albums op en brachten daarna via hun eigen label Heads Up de dubbel-cd Mint Jam uit in 2002.

## Stijl
Het repertoire van de Yellowjackets bestaat uit eigen composities, de meeste geschreven door Haslip en Ferrante. Een aantal van deze composities zijn gebruikt bij film, twee stukken kwamen terecht op de soundtrack van de film Star Trek IV: The Voyage Home. Met de komst van drummer Kennedy ontwikkelde Yellowjackets hun unieke R&B-achtige sound die valt te omschrijven als "rhythm & jazz".
In de jaren 90 van de vorige eeuw besloot saxofonist Russo de band te verlaten, zodat hij zijn tourschema met de Doobie Brothers prioriteit kon geven. Hij werd vervangen door Bob Mintzer. Deze wisseling betekende een belangrijke impuls voor de band. Mintzer is een jazzsaxofonist pur sang met een aantal belangrijke albums op zijn naam, hetgeen de geloofwaardigheid van de band als jazzkwartet ten goede kwam. Yellowjackets schudde hiermee definitief het imago van een R&B / jazzfusion groep van zich af en heeft sindsdien een geheel eigen jazzsound ontwikkeld.

## De naam
Een "yellowjacket" is Noord-Amerikaanse bijnaam voor wespen. De naam Yellowjackets werd door de bandleden op het laatste moment gekozen toen ze nog de Robben Ford Band heetten maar er snel een naam moest worden bedacht voor het nieuwe kwartet. Russell Ferrante herinnert zich daar het volgende van: "The one that popped out was Yellowjackets as it seemed to connotate something lively, energetic, and something with a "sting"." Met andere woorden: "De naam die ineens te binnen schoot was Yellowjackets want die had het karakter van iets levendigs, iets energieks en iets met een scherp kantje."

## Discografie

### Albums
- Yellowjackets (1981)
- Mirage A Trois (1983)
- Samurai Samba (1985)
- Shades (1986)
- Four Corners (1987)
- Politics (1988)
- The Spin (1989)
- Greenhouse (1991)
- Live Wires (1992)
- Like A River (1993)
- Run For Your Life (1994)
- Dreamland (1995)
- Blue Hats (1997)
- Club Nocturne (1998)
- Mint Jam (2001)
- Time Squared (2003)
- Peace Round: A Christmas Celebration (2003)
- Altered State (2005)
- Twenty-Five (2006)
- Lifecyle (featuring Mike Stern) (2008)
- Timeline (2011)
- A rise in the road (2013)
- Cohearence (2016)
- Raising our voice (2018)

### Compilaties/Box Sets
- Collection (1995)
- Priceless Jazz Collection (1998)
- Best of Yellowjackets (1999)

### Samenwerkingsprojecten
- Casino Lights (1982)
- STAR TREK IV: The Voyage Home (1986)

## Huidige leden
- Russell Ferrante - keyboards, synthesizers
- Dane Alderson - basgitaar (sinds 2015)
- Bob Mintzer - saxofoon, basklarinet, EWI (sinds 1991)
- William Kennedy (drummer) - drums, percussie (sinds 2010)

## Eerdere leden
- Robben Ford - gitaar (1977-1978)
- Ricky Lawson - drums (1977-1986)
- Marc Russo - saxofoons (1985-1989)
- Peter Erskine - drums (1999)
- Terri Lyne Carrington - drums (2000)
- Marcus Baylor - drums (2000-2008)
- Felix Pastorius - bass (2012-2015)
- Jimmy Haslip - bass (1977-2012)